# Hélène de Miszewska
 (mai 2020).
Hélène de Miszewska (née Hélène Waldak à Gand le 15 novembre 1876 et morte le 13 mai 1969) est une artiste peintre belge.

## Biographie
Elle a épousé le peintre belge Thadée de Miszewski, né le 28 octobre 1879 à Bachorza en Pologne actuelle et mort en 1960 : ils auront trois fils. Elle est parfois désignée Hélène de Miszewska-Waldack.
Elle a vécu dans le milieu des peintres de Gand et on[Qui ?] sait qu'en 1917, elle est inscrite comme professeur de peinture à l'école professionnelle OLV de la Nieuwenboschstraat. 
Son œuvre, qui peut être qualifiée de néo-impressionniste, a été assez appréciée même si son style montre des limites techniques. Un critique écrit par exemple : « Qu'elle se garde comme de la peste des influences modernistes pour ne pas compromettre ni altérer l'ingénuité de son charme charmant, tel est le vœu que je formule en disant: bravo ! ».
Les titres de ses tableaux (visibles sur les sites de vente artistique) montrent ses goûts : portraits, fleurs et natures mortes :
- Autoportrait (au Museum voor Schone Kunsten Gent)[4].
- Portrait de Helga van Rossum[5].
- Vase fleuri devant une fenêtre.
- Nature morte.
- Nature morte aux fleurs.
- Pichet d'un demi litre de Bruxelles fleuri.